# Limedsforsen
Limedsforsen är en tätort i Malung-Sälens kommun. I samhället finns en möjlighet till skidåkning på vintern. Tidigare gick här Limedsforsen–Särna Järnväg fram tills att banan lades ner i början på 1970-talet.

## Befolkningsutveckling
| Befolkningsutvecklingen i Limedsforsen 1960–2020 | Befolkningsutvecklingen i Limedsforsen 1960–2020 | Befolkningsutvecklingen i Limedsforsen 1960–2020 | Befolkningsutvecklingen i Limedsforsen 1960–2020 | Befolkningsutvecklingen i Limedsforsen 1960–2020 |
| ------------------------------------------------ | ------------------------------------------------ | ------------------------------------------------ | ------------------------------------------------ | ------------------------------------------------ |
|                                                  |                                                  |                                                  |                                                  |                                                  |
| År                                               |                                                  |                                                  | Folkmängd                                        | Areal (ha)                                       |
| 1960                                             | 1960                                             |                                                  | 629                                              |                                                  |
| 1965                                             | 1965                                             |                                                  | 551                                              |                                                  |
| 1970                                             | 1970                                             |                                                  | 554                                              |                                                  |
| 1975                                             | 1975                                             |                                                  | 526                                              |                                                  |
| 1980                                             | 1980                                             |                                                  | 496                                              |                                                  |
| 1990                                             | 1990                                             |                                                  | 478                                              | 310                                              |
| 1995                                             | 1995                                             |                                                  | 482                                              | 314                                              |
| 2000                                             | 2000                                             |                                                  | 472                                              | 316                                              |
| 2005                                             | 2005                                             |                                                  | 443                                              | 316                                              |
| 2010                                             | 2010                                             |                                                  | 441                                              | 317                                              |
| 2015                                             | 2015                                             |                                                  | 383                                              | 258                                              |
| 2020                                             | 2020                                             |                                                  | 370                                              | 264                                              |
|                                                  |                                                  |                                                  |                                                  |                                                  |